# Remedios Jover Cánovas
Remedios Jover Cánovas, de sobrenom Remedios “La Casera”, coneguda també per la Tinent Remedios (Ain El Turk (Orà) 16 de març de 1899), és una de les poques dones que van ocupar, des de pràcticament l'inici la guerra civil fins a la seva sortida a l'exili a França al febrer de 1939, un càrrec oficial amb comandament en l'Exèrcit de la República.
És un cas molt especial, ja que a l'octubre de 1936, un decret del Govern de Largo Caballero es remetia a les dones milicianes a tasques en la rereguarda. Malgrat això Remedios Jover Cánovas, va formar part de l'Estat Major sota les ordres del Comandant Manuel Tagüeña Lacorte, fins als últims dies de l'èxode militar i civil de febrer de 1939.

## Biografia
Remedios Jover Cánovas va néixer en Ain El Turk (Orà) el 16 de març de 1899, i va ser batejada com a Mª Teresa Remedios. Els seus pares eren uns emigrants espanyols a Algèria, que treballaven en aquest país com a mà d'obra agrícola. El 1906 la família torna a Espanya i estableix la seva residència a Novelda (Alacant), ja que eren oriünds del lloc. L'any 1914 troben treball com a encarregats o propietaris d'una de les propietats del terratinent alacantí Eleuterio Abad a Petrer, la finca “la Foia”, i estableixen allí la seva residència. És aquest nou treball dels seus pares el que donarà a la família el seu sobrenom de “Los Caseros”.
Quan va créixer Remedios va començar a treballar en una fàbrica de lones a Petrer, propietat de Vicente Castelló i Companyia. Les contínues mobilitzacions de treballadors contra l'explotació, les vagues i les diverses reivindicacions van servir d'aprenentatge per a Remedios en contra del capitalisme de principis del segle xx.
El 1921 tanca la fàbrica de lones i Remedios entra a treballar com aparadora a la fàbrica Calçats Luvi S.A. de Petrer.
Malgrat que se sap que el pare de Remedios era militant socialista, i malgrat constar que Remedios ajudava a sobrellevar les penúries econòmiques als vaguistes de les fàbriques, no hi ha constància que estigués afiliada a algun partit polític o sindicat. El que sí se sap és que quan va esclatar la guerra Remedios, que era una mare sola (el seu marit, Miguel Aracil, havia desaparegut sense deixar rastre anys abans, l'any 1931) amb dos fills, estava recaptant fons per recolzar a les famílies dels vaguistes, formant part d'en una Filharmònica improvisada que amb un carro recorria caminant la província.

### Esclat de la Guerra
Poc després del cop d'estat, Remedios Jover ja estava integrant l'improvisat exèrcit voluntari que defensava Madrid. Remedios formava part, des d'agost del 36, al costat de membres de les Joventuts Socialistes Unificades, (JSU), com Francisco Beltrán i Bonifacio Mollá, juntament amb altres amics i companys de la Confederació Nacional de Treballadors, (CNT) com Vicente Aracil, de la 8ª Companyia del Batalló Octubre 11, sota les ordres de Fernando de la Rosa. Destinats en el front de Guadarrama, va viure uns dels combats més brutals dels primers mesos de la guerra. El seu valor en el combat va fer que fos ascendida el 3 de setembre a Sergent.
A la fi de setembre (el 28) va tornar a ser ascendida, després de ser ferida en un combat dut a terme a Cabeza Lijar i gairebé donada per morta, sent nomenada tinent, una vegada recuperada i donada d'alta de l'Hospital de l'Escorial; càrrec que seguirà mantenint en finalitzar la guerra.
Va tornar al front el 31 d'octubre, incorporant-se a la 30 Brigada Mixta pertanyent a la 2ª Divisió de l'Exèrcit del Centre; formada per diversos batallons, entre ells l'Octubre 11. En aquesta companyia estableix amistat amb el reconegut poeta Francisco Mollá Montesinos.
Malgrat que al mateix temps que se certifica el seu ascens i valor en el front, es duu a terme el seu cessament en l'exèrcit, ja que la llei excloïa a les dones de l'exèrcit; Remedios contínua en les files de l'exèrcit formant part de l'Estat Major de Manuel Tagüena fins al final de la guerra.
Durant un temps va estar en el sector de l'Escorial ocupant un càrrec en el proveïment de queviures i subministraments per a la companyia. Durant aquest temps es traslladava a Petrer, on feia d'enllaç entre els soldats del front i els seus familiars d'Alacant; i on començava a ser popular gràcies a una cançó sobre ella.
En l'estiu del 37 la nova Divisió de la Tinent Remedios va organitzar i va instruir al personal de la zona de Madrid. A principis de desembre d'aquest mateix any es forma la Divisió Tàctica de Reserva amb l'Estat Major de Tagüeña, i diverses Brigades Mixtes que es convertiran en una Unitat de Xoc Especial, que serà traslladada al capdavant d'Aragó i cedida al XV Cos d'Exèrcit sota el comandament Enrique Líster.
A la fi de 1938 l'exèrcit es replega a la rereguarda i al febrer de 1939 els militars de l'Exèrcit de l'Ebre, entre els quals es troba Remedios, creuen en retirada la frontera amb França pel pas de Portbou.

### Exili a França
Va estar reclosa durant mesos en el camp de concentració de Argelès-sud-Mer, on va conèixer a l'exiliat espanyol Tomás Gómez amb qui es va casar i va tenir una filla anomenada Elisa.
Malgrat poder haver-se exiliat a Rússia o a Mèxic va preferir quedar-se a França per estar més prop de la seva família. En esclatar la Segona Guerra Mundial Tomás Gómez va ser allistat forçosament en les Companyies de Treballadors que obrien camins o fortificaven la frontera com la coneguda “Línia Maginot”, i va acabar detingut i enviat a Normandia, d'on va fugir i es va refugiar a París, on va ser detingut de nou.
Quan la guerra va acabar Remedios es guanyava la vida treballant de netejadora en col·legis i habitatges particulars i no hi ha constància que dugués a terme cap tipus d'activitat política.

### Volta a Espanya
L'any 1971 Remeis torna a Espanya i s'instal·la en un petit habitatge a Petrer, encara que no resideix allí constantment.
Va morir el 1985 i va ser enterrada en His, França.

## Reconeixements
L'any 2016 es va dur a terme un audiovisual sobre La Tinent Remedios. La cinta tenia per guionista i director a l'historiador de Petrer Boni Navarro Poveda.